# Maestros de la costura Celebrity
Maestros de la costura Celebrity es un programa de televisión de costura y moda entre famosos producido por Shine Iberia, del grupo Endemol Shine Iberia.
Se estrena en 2025 con Raquel Sánchez Silva como presentadora y con Lorenzo Caprile, María Escoté y Alejandro Gómez Palomo como expertos modistas.

## Temporadas
| Temporada | Temporada | N.º de programas | Participantes | Estreno              | Final               | Ganador/a   | Audiencia media | Cuota |
| --------- | --------- | ---------------- | ------------- | -------------------- | ------------------- | ----------- | --------------- | ----- |
|           | 1         | 10               | 12            | 9 de febrero de 2025 | 16 de abril de 2025 | Pilar Rubio | 709 000         | 10,1% |
|           | 2         |                  |               | 2026                 | 2026                |             |                 |       |
|           | Total     |                  |               | 2025                 |                     |             |                 |       |

## Equipo
El formato está dirigido por la presentadora y escritora Raquel Sánchez Silva y por un jurado profesional compuesto por los diseñadores y modistas españoles Lorenzo Caprile, María Escoté, Palomo Spain y Luis de Javier a veces reforzado por los invitados del programa, que valoran las prendas que cosen los concursantes en cada prueba.
| Edición                                                     | 1    | 2    |
| Año                                                         | 2025 | 2026 |
| ----------------------------------------------------------- | ---- | ---- |
| Raquel Sánchez Silva Presentadora de televisión y escritora |      |      |
| Lorenzo Caprile Modista                                     |      |      |
| María Escoté Diseñadora de moda                             |      |      |
| Palomo Spain Diseñador de moda                              |      |      |
| Luis de Javier Diseñador de moda                            |      |      |

Se contó con un cuarto juez para la valoración de la primera prueba de cada programa, siendo este a lo largo de la edición: Eduardo Navarrete (gala 1), Adriana Ugarte (gala 2), Josie (gala 3)

## Primera edición (2025)

### Aprendices
| Concursantes             | Residencia | Edad | Ocupación                     | Información                 |
| ------------------------ | ---------- | ---- | ----------------------------- | --------------------------- |
| Pilar Rubio              | Madrid     | 47   | Presentadora, modelo y actriz | Ganadora                    |
| Carmen Farala            | Sevilla    | 35   | Drag queen                    | Duelista                    |
| Edu Soto                 | Barcelona  | 46   | Actor y humorista             | 3.er clasificado            |
| La Terremoto de Alcorcón | Madrid     | 47   | Cantante y actriz             | 4.ª clasificada             |
| Laura Sánchez            | Huelva     | 43   | Modelo y actriz               | 9.ª expulsada               |
| Eduardo Casanova         | Madrid     | 34   | Actor, guionista y director   | 8.º expulsado               |
| Canco Rodríguez          | Málaga     | 47   | Actor                         | 7.º expulsado 3.º expulsado |
| Óscar Higares            | Madrid     | 53   | Torero, actor y modelo        | 6.º expulsado               |
| Mónica Cruz              | Madrid     | 48   | Bailarina, actriz y modelo    | 5.ª expulsada               |
| María Esteve             | Málaga     | 50   | Actriz                        | 4.ª expulsada               |
| Rosa López               | Granada    | 44   | Cantante                      | 2.ª expulsada               |
| Silvia Superstar         | Vigo       | 53   | Cantante, actriz y empresaria | 1.ª expulsada               |

### Estadísticas semanales
|         | Gala 1 | Gala 1    | Gala 2    | Gala 3    | Gala 4    | Gala 5    | Gala 6    | Gala 7    | Gala 8    | Semifinal | Semifinal | Final     | Final     | Final    |
| ------- | ------ | --------- | --------- | --------- | --------- | --------- | --------- | --------- | --------- | --------- | --------- | --------- | --------- | -------- |
| Pilar   | Entra  | Favorita^ | Nominada  | Salvada   | Salvada   | Nominada  | Salvada   | Inmune    | Favorita* | Salvada   | Salvada   | Finalista | Finalista | Ganadora |
| Carmen  | Entra  | Nominada  | Nominada  | Favorita  | Favorita* | Salvada   | Favoritaº | Salvada   | Salvada   | Favorita  | Nominada  | Nominada  | Finalista | Segunda  |
| Edu     | Entra  | Salvado   | Nominado  | Salvado   | Nominado  | Nominado  | Salvado   | Nominado  | Nominado  | Salvado   | Nominado  | Nominada  | Tercero   |          |
| Terre   | Entra  | Nominada  | Nominada  | Salvada   | Salvada   | Salvada   | Salvada   | Salvada   | Salvada   | Salvada   | Salvada   | Nominada  | Cuarta    |          |
| Laura   | Entra  | Nominada  | Favoritaº | Nominada  | Nominada  | Salvada   | Nominada  | Nominada  | Salvada   | Nominada  | Expulsada |           |           |          |
| Eduardo | Entra  | Salvado   | Salvado   | Nominado  | Nominado  | Favorito  | Nominado  | Salvado   | Nominado  | Expulsado |           |           |           |          |
| Canco   | Entra  | Salvado   | Nominado  | Expulsado |           | Repesca   | Salvado   | Expulsado |           |           |           |           |           |          |
| Óscar   | Entra  | Salvado   | Salvado   | Nominado  | Salvado   | Nominado  | Expulsado |           |           |           |           |           |           |          |
| Mónica  | Entra  | Salvada   | Salvada   | Nominada  | Salvada   | Expulsada |           |           |           |           |           |           |           |          |
| María   | Entra  | Salvada   | Salvada   | Salvada   | Expulsada |           |           |           |           |           |           |           |           |          |
| Rosa    | Entra  | Salvada   | Expulsada |           |           |           |           |           |           |           |           |           |           |          |
| Silvia  | Entra  | Expulsada |           |           |           |           |           |           |           |           |           |           |           |          |

(º) Concursante que tenía el mejor trabajo, pero se enfrentó a la prueba de expulsión. (^) Concursante que tenía el mejor trabajo, pero se enfrentó a la prueba de expulsión, cuyo trabajo fue considerado el "mejor" de la prueba de expulsión. (*) Concursante que tenía el mejor trabajo, pero se enfrentó a la prueba de expulsión, siendo "salvado" por el jurado en el "último momento".
     Concursante cuyo trabajo fue considerado el mejor de la prueba inicial.
     Concursante que tenía el mejor trabajo y consiguió el "alfiler de oro", obteniendo la inmunidad.
     Concursante salvado en la prueba por equipos y pasa al siguiente programa.
     Concursante que participó en la prueba de expulsión.
     Concursante que estuvo a punto de ser expulsado, pero fue "salvado" por el jurado en el "último momento".
     Concursante cuyo trabajo fue considerado el "mejor" de la prueba de expulsión.
     Concursante eliminado.
     Abandono voluntario.
     Concursante repescado.
     Cuarto clasificado.
     Tercer clasificado.
     Subcampeón.
     Ganador.

### Episodios y audiencias
| Fecha      | Características del programa                                                                       | Audiencia         |
| ---------- | -------------------------------------------------------------------------------------------------- | ----------------- |
| 09/02/2025 | Gala 1 / Expulsión de Silvia Superstar                                                             | 1 032 000 (10,5%) |
| 13/02/2025 | Gala 2 / Expulsión de Rosa López                                                                   | 755 000 (10,8%)   |
| 20/02/2025 | Gala 3 / Expulsión de Canco Rodríguez                                                              | 760 000 (11,4%)   |
| 27/02/2025 | Gala 4 / Expulsión de María Esteve                                                                 | 794 000 (11,2%)   |
| 06/03/2025 | Gala 5 / Repesca de Canco Rodríguez / Expulsión de Mónica Cruz                                     | 610 000 (9,1%)    |
| 13/03/2025 | Gala 6 / Expulsión de Óscar Higares                                                                | 570 000 (7,6%)    |
| 26/03/2025 | Gala 7 / Expulsión de Canco Rodríguez                                                              | 717 000 (11,6%)   |
| 27/03/2025 | Gala 8 / Sin expulsión                                                                             | 534 000 (8,1%)    |
| 09/04/2025 | Gala 9 / Expulsión de Eduardo Casanova y Laura Sánchez                                             | 695 000 (11,0%)   |
| 16/04/2025 | Gala 10 / Ganadora: Pilar Rubio 2.ª: Carmen Farala / 3.º: Edu Soto / 4.ª: La Terremoto de Alcorcón | 623 000 (9,6%)    |

     Líder en su franja horaria.